# Ali Sait Akbaytogan
Ali Sait Akbaytogan (Manyas, 1872 – Istanbul, 20 marzo 1950) è stato un generale turco, noto anche come Ali Said Pascià, particolarmente distintosi nella prima guerra mondiale nel corso della campagna di Aden. Dopo la fine della Grande Guerra fu nominato comandante del XII e poi al XXV Corpo d'armata. Prese parte alla guerra d'indipendenza turca e successivamente ricoprì l'incarico di comandante del IV Corpo d'armata, della 1ª Armata (13 novembre 1924-22 novembre 1933) e della 3ª Armata (22 novembre 1933-24 agosto 1935). Membro della Grande Assemblea Nazionale Turca dal 1935 al 1943.

## Biografia

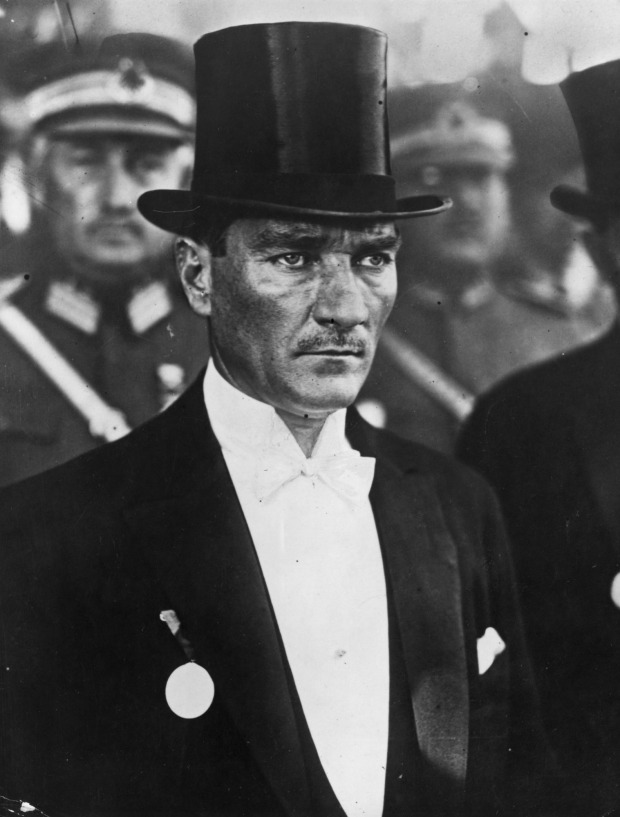
Ali Sait Akbaytogan (dietro) Gazi Mustafa Kemal nel giorno della Repubblica di Turchia, 29 ottobre 1925.

Di origine circassa, nacque a Manyas, vilayet di Hüdavendigâr (Impero ottomano), nel 1872, figlio di Canbulat Bey. Dopo aver completato gli studi, il 29m aprile 1893 iniziò l'addestramento da ufficiale presso la Scuola dell'esercito (Harp Okulu), che completò il 28 gennaio 1896 uscendone con il grado di teğmen. Negli anni successivi ricoprì vari incarichi in diverse unità dell'esercito ottomano e fu promosso üsteğmen il 16 marzo 1897, yüzbaşı il 25 dicembre 1898, frequentò il Collegio Militare Ottomano venendo promosso kıdemli yüzbaşı il 4 febbraio 1901, binbaşı il 22 agosto 1907 e yarbay il 27 aprile 1911. Dopo aver partecipato alla guerra italo-turca dal 1911 al 1912 e alle guerre balcaniche tra il 1912 e il 1913, fu promosso albay il 26 gennaio 1913 assegnato al comando della 39ª Divisione.
Dall'agosto 1914 partecipò alla prima guerra mondiale nello Yemen, al comando della 39ª Divisione, con quartier generale a Taʿizz,  del VII Corpo d'armata al comando del generale Ahmed Tevfik Pascià. Vista l'inferiorità numerica delle forze ottomane, circa 14 000 uomini, in gran  parte provenienti dalla Siria, si rivelò un abile diplomatico, e passò  a tessere contatti e alleanze con le tribù yemenite insediate sui due lati della frontiera, reclutando guerrieri irregolari per irrobustire le sue forze e garantendosi la neutralità di quelli che avrebbero dovuto essere gli alleati locali dei britannici.
Al comando di un colonna forte di 1 700 soldati regolari, 3 000 ausiliari, e 20 pezzi d'artiglieria, si mosse seguendo il corso del torrente Wadi Tuban, una delle poche fonti d'acqua della regione: una direttrice d'avanzata ovvia, ma che i britannici non avevano presidiato in alcun modo. Il 1º luglio le forze turche entrarono nel sultanato di Haushabi senza incontrare alcuna opposizione e due giorni dopo sbaragliarono con facilità una forza di guerrieri del Sultanato di Lahej che tentava di ostacolare loro il passaggio. Il 4 luglio 1915 la città di Lahej cadde in mano alla forze ottomane, e in 14 dicembre stesso anno egli fu promosso a tümgeneral. Con 4 000 regolari turchi e 600 irregolari arabi, supportati da 19 cannoni e sette mitragliatrici, resistette ai contrattacchi lanciati dagli inglesi per tutto il 1916 e 1917.
Nel corso degli ultimi mesi del 1918 le forze ottomane iniziarono a subire una serie di crolli e pesanti sconfitte sui fronti di guerra della Palestina e della Mesopotamia, portando il governo di Costantinopoli ad avviare trattative con gli Alleati, culminate, il 30 ottobre 1918, nella stipula dell'armistizio di Mudros; dal crollo generale sembrarono invece immuni le forze al suo comando dislocate nello Yemen, le quali mantennero fermamente le loro posizioni, respingendo proprio in ottobre alcune puntate offensive dei britannici. La notizia dell'avvenuto armistizio non portò subito a un'interruzione delle ostilità perché egli rifiutò categoricamente di deporre le armi senza diretti ordini da Costantinopoli; carenti di truppe per forzare la situazione, i britannici dovettero ingaggiare lunghe trattative, sospettando anche che dietro l'intransigenza degli ottomani vi fossero delle manovre dell'imam Yahya Muhammad, intenzionato a convincere quanti più turchi possibile a rimanere al suo servizio come amministratori e soldati.
Solo il 6 dicembre il comando turco dello Yemen, dopo aver ricevuto un ordine diretto da Costantinopoli, accettò ufficialmente di deporre le armi ed egli si consegnò ai britannici a Lahej alla testa di 174 ufficiali e 2.481 regolari turchi, accompagnati da 221 guerrieri irregolari e 159 donne e bambini locali.  Fatto prigioniero di guerra, dopo la sua liberazione nel 1919, tornò a Istanbul. Inizialmente fu nominato comandante del XII Corpo d'armata e poi al XXV Corpo d'armata.  Il 16 marzo 1920 venne nuovamente fatto prigioniero dagli inglesi ed esiliato a Malta. Dopo il suo rilascio, avvenuto il 31 ottobre 1921, ritornò nell'Impero ottomano, sbarcando in Anatolia, e prese parte alla guerra d'indipendenza turca.
Il 20 dicembre 1921 divenne presidente del Comitato d'inchiesta Elviye-i Selâse, e il 10 agosto 1922 presidente della Corte militare di cassazione, prima di diventare vice comandante del fronte orientale solo tre settimane dopo, il 2 settembre 1922. Per i suoi servizi nella guerra d'indipendenza gli fu conferita la İstiklâl Madalyası. Il settembre 1923 fu promosso corgeneral e il 4 ottobre 1924 comandante generale del  IV Corpo d'armata.
Già il 13 novembre 1924 divenne comandante in capo della 1ª Armata, mantenendo l'incarico per più di nove anni, fino al 22 novembre 1933. Durante questo periodo, il 30 agosto 1927, fu promosso orgeneral. Il 22 novembre 1933 divenne comandante in capo della 3ª Armata e mantenne questo incarico fino al 24 agosto 1935. Conosceva l'abkhazo, il tedesco, l'inglese, il francese e l'arabo, e fu autore del libro Çester Projesi Hakkında Bazı Tenkidat ve Mütealaat (1923).  
Nelle elezioni parlamentari in Turchia del 1935 divenne membro della Grande Assemblea Nazionale Turca, di cui fu membro dopo la sua rielezione alle elezioni del 26 marzo 1939 durante la quinta e la sesta legislatura, dal 1° marzo 1935 al 15 dicembre 1943. Divenne anche membro del Consiglio Militare Supremo (Yüksek Askerî Şûra), che servì fino al suo pensionamento il 14 luglio 1937. Si spense a Istanbul il 20 marzo 1950.